# Abhijna
Abhijna (Sânsc.; Pali, abhiñña) no budismo é o conhecimento superior ou espiritual obtido através de um meio de vida virtuoso e da meditação. Estes conhecimentos superiores incluem habilidades mundanas extra-sensoriais (tais como ver as vidas passadas e futuras) bem como extinção supra-mundana de todas as máculas mentais.

## No cânone Pali
No cânone Pali, os conhecimentos superiores são tipicamente enumerados em um grupo de seis ou três tipos de conhecimento.
Os seis tipos de conhecimento superior são (chalabhiñña) são:
1. "Poderes superiores" (iddhi-vidhā), tais como andar sobre a água e através de paredes;
2. "Ouvido divino" (dibba-sota), ou seja, clariaudiência;
3. "Conhecimento que penetra mentes" (ceto-pariya-ñāṇa), ou seja, telepatia;
4. "Lembrar-se das moradas anteriores" (pubbe-nivāsanussati), ou seja, lembrar-se de suas vidas passadas;
5. "Olho divino" (dibba-cakkhu), ou seja, conhecer a destinação cármica dos outros; e,
6. "Extinção de todos os poluentes mentais" (āsavakkhaya), ao qual se segue o estado de um arhat.[1]

A realização destes seis poderes superiores é mencionado em vários discourses, o mais famoso sendo o "Discurso sobre os frutos da vida contemplativa" (Samaññaphala Sutta), DN 2).  Os primeiros cinco conhecimentos são alcançados  através da concentração meditativa (samadhi), enquanto que o sexto é obtido através do insight (vipassana). O sexto tipo é o objetivo último do budismo, que é o fim de todo o sofrimento e a destruição de toda a ignorância.
De modo similar, os três conhecimentos ou sabedorias (tevijja ou tivijja) são:
1. "Lembrar-se das moradas anteriores" (pubbe-nivāsanussati);
2. "Olho divino" (dibba-cakkhu); e,
3. "Extinção dos poluentes mentais" (āsavakkhaya).[4]

Os três conhecimentos são mencionados em numerosos discursos, incluindo o Maha-Saccaka Sutta (MN 36), no qual o Buda descreve a obtenção de cada deles na primeira, segunda e terceira vigilhas, respectivamente, da noite de sua iluminação. Estas formas de conhecimento são tipicamente listadas como surgindo depois que se alcança o quarto jhana.
Enquanto tais poderes são considerados como indicadores de progresso espiritual, o budismo alerta contra a indulgência ou exibição deles, já que isso poderia desviar o praticante do caminho verdadeiro para obter a cessação do sofrimento.